# 修身

修身，意為涵養德性，以淑善其身。亦可解釋為努力提高自己的品德及修養。從春秋戰國開始，百家爭鳴，都不少學說都提及修身此詞。

## 儒家論修身
《大學》強調，欲要平天下，必先格物致知，然後诚意正心修身，最後才齊家治國平天下。
因此，儒家強調欲要齊家治國則必須先以修身為基礎。曾子又提出每日必須反思三種事情：與朋友交是否守信、工作時是否盡心、有否溫習知識。

## 荀子論修身
荀子認為，見到善良的行為，我們要檢查自己是否有善的行為；反之見到不善的行為，我們也要檢討自己的行為。若有人指出自己的缺點，是自己的老師；若有人恰當地肯定自己和讚賞自己的，就是朋友；若有人對自己諂媚奉承，就如賊一樣可恨。
他又認為，讀書人走路時應小心謹慎、低頭府視，對別人談話時亦應先低下頭，但這不是因為害怕碰到和懼怕對方，而是獨自修養自己的身心，不願得罪別人。
荀子又把修身分作三層次：遵守禮法的，是學士；意志堅定實行的，是君子；若再加上思維敏捷的就是聖人。禮法就像老師一樣，指導我們去修正自己的行為，若沒有禮法則無法修身。因此我們跟從禮法去做，去充份理解禮法的意義也可稱作聖人了。

## 墨子論修身
墨子則認為，君子作戰雖然講究陣勢，但終歸以勇敢為本；辦喪事雖然依足禮儀，但終歸以哀痛為本。因此為官的雖講究知識，但終歸以品德為本。若立本不牢則無法親近別人，無法親近別人則萬事不成。因此君王治理天下時，必先明察左右之人，若左右無修自己的德行，則會遭受抵毀。若不幸遭受抵毀時，則應自我反省，同時應做到傷人之語不應說，也不可有傷害人的念頭。
墨子又提出君子有四種要求，包括：「貧窮時要廉潔，富貴時要有道義，見到在生者時要慈愛，見到亡者要有哀傷。」並強調這四種不能假扮出來，必須發自真心。

## 延伸阅读
[在维基数据编辑]
 《欽定古今圖書集成·理學彙編·學行典·修身部》，出自陈梦雷《古今圖書集成》